# رابرت کخ (بازیکن فوتبال)
رابرت کخ (انگلیسی: Robert Koch؛ زادهٔ ۲۶ فوریهٔ ۱۹۸۶) بازیکن فوتبال اهل آلمان است.
از باشگاه‌هایی که در آن بازی کرده‌است می‌توان به باشگاه فوتبال نورنبرگ و باشگاه فوتبال دینامو درسدن اشاره کرد.